# Кровь и деньги
«Кровь и деньги» (ранее назывался « Аллагаш» ) — американский триллер 2020 года, ставший дебютной режиссёрской работой Джона Барра. Главную роль в фильме исполнил Том Беренджер.

## Сюжет
Одинокий больной старик Джим Рид зарабатывает на жизнь нелегальной охотой в лесах штата Мэн. Однажды он, вместо зверя, случайно убивает женщину, а в её сумке находит миллион долларов. Но у этих денег есть свои собственники, которые не хотят отдавать их какому-то проходимцу.

## В ролях
- Том Беренджер
- Кристен Хагер
- Джимми ЛеБлан

## Выход фильма
«Screen Media Films» приобрела права на распространение фильма в Северной Америке в марте 2020 года.

## Отзывы
Рейтинг фильма на Rotten Tomatoes составляет 39%. Джеффри М. Андерсон из Common Sense Media присудил фильму две звезды из пяти. Оди Хендерсон из RogerEbert.com присвоил ему две с половиной звезды. Джон Дефор из The Hollywood Reporter дал фильму положительную рецензию, назвав его «солидным фильмом категории B».